# Actinote nicylla
Actinote nicylla är en fjärilsart som beskrevs av Carl Heinrich Hopffer 1874. Actinote nicylla ingår i släktet Actinote och familjen praktfjärilar. Inga underarter finns listade i Catalogue of Life.